# Tagma (militar)
Tagma (em grego: τάγμα; plural: Tagmata) era a designação de unidades militares equivalentes aos atuais batalhões ou regimentos. O uso mais conhecido e mais técnico do termo refere-se aos regimentos de elite formados pelo imperador bizantino Constantino V Coprónimo (r. 741–775), que compunham o núcleo central do exército imperial bizantino nos séculos VIII a XI.

## História
No sentido original, o termo tagma (do grego τάσσειν, "dispor em ordem") aparece a partir do século IV e foi usado para referir um batalhão de infantaria de 200 a 400 homens (também chamado bando (bandum) ou número (numerus) em latim ou Vigla em grego) do exército do Império Romano do Oriente. Nesse sentido, o termo é usado atualmente nas Forças Armadas Gregas.

### Guardas imperiais, séculos VIII a X
Posteriormente, no Império Bizantino, o termo passou a aplicar-se exclusivamente às tropas profissionais a pé, estacionadas na capital Constantinopla e em volta dela. A origem de muitas das tagmas remonta às unidades da guarda imperial do final do Império Romano. No século VII, estas unidades tinha declinado para pouco mais do que tropas cerimoniais de parada, o que significava que os imperadores tinham grandes dificuldades em fazer face a revoltas das novas e poderosas formações dos temas, especialmente do Tema Opsiciano, o tema asiático mais próximo de Constantinopla. Nos primeiros 60 anos desde a sua criação, o Opsiciano envolveu-se em cinco revoltas, que culminaram na rebelião e usurpação do trono pelo seu comandante, o Conde Artavasdo em 741-743.
Depois de ter subjugado a revolta, o imperador Constantino V reformou as velhas unidades da guarda de Constantinopla transformando-as em novos regimentos tagmas, que tinham como objetivo dotar o imperador de um núcleo de tropas profissionais e leais, tanto para se defender de revoltas das províncias como para, ao mesmo tempo, impor as políticas iconoclastas de Constantino. As tagmas eram exclusivamente unidades de cavalaria pesada, com mais mobilidades que as tropas dos temas e mantidas de forma permanente. Durante a fase defensiva do império, nos séculos VIII e IX, o seu papel foi de reserva central, estacionada na capital e em volta dela, em regiões como a Trácia e na Bitínia. Formavam o núcleo do exército imperial em campanha, reforçadas pelos recrutamentos provinciais das tropas dos temas, que estavam mais empenhados na defesa local.
Além disso, como os seus equivalentes do final do Império Romano, serviam para recrutar e promover jovens oficiais. Uma carreira numa tagma podia conduzir a comandos mais elevados nos exércitos dos temas ou a altos cargos na corte imperial, pois os jovens mais prometedores tinham a oportunidade de captar a atenção do imperador. Os oficiais das tagmas provinham principalmente da relativamente abastada aristocracia urbana, das famílias de funcionários públicos, ou das aristocracia rural dos temas da Anatólia, que gradualmente tomaram o controle dos mais altos cargos militares do estado. No entanto, as tagmas, como as forças armadas e os serviços do estado em geral, eram uma forma de gente proveniente de estratos mais baixos da sociedade ascenderem socialmente.
No seu apogeu, durante os séculos IX e X, existiam quatro tagmas propriamente ditas (em grego: τὰ δʹ τάγματα):
- Escola palatina ou escolas palatinas (Scholae Palatinae ou Σχολαί, Scholai) eram a unidade mais sénior, a sucessora direta das guardas imperiais criadas por Constantino, o Grande (r. 306–337). O termo escolários (em grego: σχολάριοι; romaniz.: scholarioi, que em sentido estrito se referia apenas aos homens das escolas, era também aplicado de modo geral a todos os soldados comuns das tagmas[6]

- Excubitores (literalmente: "aqueles fora da cama", ou seja, sentinelas) ou Exkoubitoi (em grego) ou Excubiti (em latim), criados por Leão I, o Trácio (r. 457–474).

- Vigla (Ἀριθμός; "número") ou Vigla (Βίγλα; do termo do latim para "vigia"), promovidos de tropas de temas pela imperatriz Irene de Atenas na década de 780, mas com uma tradição muito mais antiga, como o seu nome arcaico indica.[10] O regimento tinha deveres especiais em campanha, como o de guardar o campo imperial, transmitir as ordens do imperador e guardar prisioneiros de guerra.[11]

- Hicanátos (Ἱκανάτοι; Hikanatoi "os capazes"), criados em 810 pelo imperador Nicéforo I, o Logóteta.[6]

Outras unidades intimamente relacionadas com as tagmas e frequentemente designadas como tal foram:
- Números (Νούμεροι Noumeroi; do termo em latim para "número") era uma unidade de guarnição de Constantinopla, que provavelmente incluía os Teichistas (ΤειχισταίTeichistai) ou regimento tōn Teicheōn (τῶν Τειχέων, "das muralhas"), que guarneciam as Muralhas de Constantinopla.[6] A origem desta unidade pode remontar aos séculos IV ou V.[12]

- Optimates (Ὀπτιμάτοι, do termo em latim para "os melhores") começaram por ser uma unidade de combate de elite, mas no século VIII não eram mais do que uma unidade de apoio, responsável pelas mulas dos comboios de carga do exército (τοῦλδον; touldon).[13] Ao contrário das tagmas, tinham a sua base fora de Constantinopla e estavam associadas ao Tema dos Optimates, situado em frente a Constantinopla, no lado oriental do Bósforo e compreendia a Bitínia. O doméstico (domestikos; comandante) dos Optimates era também o governador do tema.[14]

As unidades centrais da Marinha bizantina (βασιλικόν πλώιμον, basilikon plōimon) também são referidos entre as tagmas em algumas fontes.
Havia ainda os Heteria (Ἑταιρεία, "companheiros"), que compreendiam corpos mercenários ao serviço do Império, subdivididos em "Maior", "Menor" e "Médio", cada um deles comandados pelo respetivo heteriarca (Hetaireiarchēs).

## Organização
O tamanho exato e a composição das tagmas imperiais é um tema muito debatido, devido à imprecisão e ambiguidade das poucas fontes contemporâneas (manuais militares, listas de cargos e registos árabes, principalmente do século IX) que as mencionam. As principais fontes, os relatos dos dos geógrafos árabes ibne Cordadebe e Qudama ibn Ja'far são algo ambíguas, mas estimam a força total das tagmas em 24 000 homens. Este número foi  considerado muito exagerado por muitos estudiosos, como John Bagnell Bury e John Haldon e estimativas revistas aponta, para cada tagma ter entre 1 000 e 1 500 homens. Outros, como Warren Treadgold e, em parte, Friedhelm Winkelmann, aceitam aqueles números e correlacionam-os com as listas de oficiais no Cletorológio de Filoteu (899) para chegarem a uma média de 4 000 homens por cada tagma (incluindo os Optimates e Números, sobre os quais se afirma explicitamente que tinham 4 000 homens cada uma).
As unidades "tagmáticas" eram todas organizadas segundo o mesmo esquema. Eram comandadas por um doméstico, exceto a Vigla, que era comandada por um drungário. O comandante era assistido por um ou dois oficiais chamados topoterita (τοποτηρητής,topotērētēs "tenente"), cada um comandando metade da unidade. Ao contrário da unidades dos temas, não havia níveis intermédios de comando (turmarcas, quiliarcas ou pentacosiarcas) até Leão VI, o Sábio ter introduzido o drungário ca. depois de 902. A maior subdivisão das tagmas era o bando (bandon; plural: banda), comandado por um conde (komēs; comes), chamado escrivão (skribōn) nos Excubitores e tribuno (tibounos) nos Números e nos Teichistas.
Por sua vez, os banda eram divididos em companhias, comandadas por um centarco (kentarchos; "centurião") ou draconário (drakonarios) nos Excubitores e vigário (vikarios) nos Números e nos Teichistas. O doméstico das escolas (domestikos ton scholon), comandante das escolas palatinas, tornou-se gradualmente cada vez mais importante, acabando por tornar-se o oficial de patente mais elevada de todo o exército imperial no fim do século X.
O quadro seguinte apresenta a estrutura das escolas palatinas no século IX, de acordo com Treadgold:

| Patente (número de efetivos) | Unidade    | Subordinados | Subdivisões   |
| ---------------------------- | ---------- | ------------ | ------------- |
| Doméstico (1)                | Tagma      | 4 000        | 20 banda      |
| Topoterita (1/2)             |            | 2 000        | 10 banda      |
| Conde (20)                   | bando      | 200          | 5 centarquias |
| Centarco (40)                | centarquia | 40           |               |
Havia ainda um cartulário (χαρτουλάριοςchartoularios) e um protomandador (πρωτομανδάτωρ, "mensageiro-chefe"), 40 bandóforos (βανδοφόροιbandophoroi) com diversas patentes e títulos em cada uma das tagmas, e 40 mandadores ("mensageiros"), o que fazia com que o número total de efetivos de cada tagma fosse 4 125. Em campanha, cada cavaleiro era acompanhado por um criado.
O quadro seguinte apresenta a evolução estimada  teoricamente do número total de efetivos de todas as tagmas, mais uma vez da autoria de Warren Treadgold:

| Ano               | 745    | 810    | 842    | 959    | 970    | 976    | 1025   |
| ----------------- | ------ | ------ | ------ | ------ | ------ | ------ | ------ |
| Total de efetivos | 18 000 | 22 000 | 24 000 | 28 000 | 32 000 | 36 000 | 42 000 |

## Regimentos profissionais (séculos X e XI)
Quando o Império Bizantino iniciou a sua campanha de reconquista no século X, as tagmas tornaram-se mais ativas e eram frequentemente missões de guarnição em locais das províncias ou em territórios recém-conquistados. Além das antigas, foram criadas unidades novas e especializadas para responder às necessidades de um estilo de guerra mais agressivo. Miguel II, o Amoriano (r. 820–829) criou os efémeros Tessaracontários (Tessarakontarioi), uma unidade especial de marinha, cujo nome se deve ao seus altos salários de 40 nomismas. João I Tzimisces (r. 969–976) criou um corpo de cavalaria pesada de catafractários chamado Atánatos ((em grego: Ἀθάνατοι, "os imortais"), o mesmo nome da antiga unidade militar persa. Os Atánatos foram recriados por Miguel VII Ducas (r. 1071–1078). Outras unidades similares foram os estratelatas, também criados por João Tzimisces, os efémeros sátrapas (Satrapai) da década de 970, os Megátimos (Megathymoi) na de cada de 1040 ou os Arcontópulos (Archontopouloi) e Vestiaritas (Vestiaritai) de Aleixo I. Muitas das novas tagmas eram compostas por estrangeiros, como os Maniacálatas (Maniakalatai), fundados por Jorge Maniaces com francos da Itália, ou a mais famosa de todas as unidades tagmáticas, a Guarda Varegue (Τάγμα τῶν Βαραγγίων), composta por 6 000 mercenários e criada ca. 988 pelo imperador Basílio II Bulgaróctono (r. 976–1025).
O reino de Basílio II também assistiu ao início de transformações profundas no sistema militar bizantino. Em meados do século X, o declínio do número das tropas dos temas e as exigências da nova ofensiva na fronteira oriental deram origem a um número crescente de de tagmas provinciais, ou seja, forças militares permanentes e profissionais que tinham como modelo as tagmas imperiais. As grandes conquistas no Oriente na década de 960 foram consolidadas com a criação de uma série de tagmas mais pequenas, para as quais eram destacadas tropas profissionais, que muitas vezes se agrupavam sob um comandantes regionais com o título de duque ou catepano.
Esta estratégia era eficaz contra ameaças locais de pequena escala, mas a negligência das forças dos temas reduzia a capacidade do estado para responder de modo efetivo a invasões de maior escala que conseguissem penetrar na zona tampão fronteiriça. O declínio dos exércitos em meio-período dos temas e a crescente dependência num vasto conjunto de unidades permanentes, tanto nativas como mercenárias teve como origem não só a maior eficácia militar destas últimas unidades na estratégia mais ofensiva dessa altura, mas também o facto de serem mais confiáveis, por oposição às tropas dos temas, com as suas ligações e obediências locais. As tagmas recrutadas nos temas maiores tinham provavelmente 1 000 homens, enquanto que os temas mais pequenos podem ter tido apenas cerca de 500 homens. As unidades de mercenários estrangeiros, sobretudo francos, também tinham, ao que parece, cerca de 400 a 500 homens cada uma.
No século XI a diferença entre forças "imperiais" e provinciais tinha-se desvanecido em grande parte e o termo tagma era aplicado a qualquer regimento permanentemente formado. Os nomes das tagmas refletem claramente as suas  identidades regionais e origens. Depois de 1050, à semelhança dos exércitos dos temas, as tagmas originais decaíram lentamente e acabaram por ser dizimadas nos desastres militares do último terço do século. À exceção dos varegues, Vestiaritas, Heteria e Vardariotas (Vardariōtai), as antigas unidades da guarda imperial desapareceram por completo c. 1100 e já não estão presentes no exército Comneno, no qual o termo tagma era usado genericamente para qualquer unidade militar.